# Röyksopp
Röyksopp es un dúo noruego de música electrónica formado en Tromsø en 1998. Desde sus inicios, los dos componentes del proyecto son Svein Berge y Torbjørn Brundtland.
Originalmente, Berge y Brundtland fueron compañeros de colegio en Tromsø, Noruega. Los dos experimentaron con varios estilos de música electrónica en la escena techno de Tromsø antes de seguir por caminos distintos. Unos años más tarde, los dos se volvieron a juntar y fundaron Röyksopp durante la Bergensbølgen (término utilizado por la prensa para mencionar a las bandas emergentes en Bergen entre 1990 y comienzos del 2000). La publicación de su álbum debut en 2001, Melody A.M., les consolidó en la escena de la música electrónica.
Röyksopp constantemente han experimentado con diferentes géneros pertenecientes a la electrónica. Estilísticamente, la banda hace uso de diversos géneros, incluida la ambiental, el house, drum and bass y sonidos afroamericanos. La banda también es conocida por sus elaborados conciertos, en los que a menudo cuentan con trajes excéntricos.
Desde su debut en 1998, el dúo ha sido elogiado por la crítica y ha tenido relativo éxito en la mayoría de Europa. Hasta la fecha, Röyksopp ha sido nominado a dos premios Grammy, ha ganado siete Spellemannprisen, ha realizado giras mundiales y ha producido discos que han entrado en varias listas, entre los que destacan cuatro números uno consecutivos en Noruega.

## Historia

### Primeros años (1990–2000)
Svein Berge y Torbjørn Brundtland fueron compañeros de colegio en su ciudad natal, Tromsø en Noruega, que comenzaron a experimentar con instrumentos electrónicos a comienzos de la década de 1990 como parte de la escena techno de Tromsø. Los dos se conocieron cuando Brundtland tenía 13 años y Berge 12, y comenzaron a tocar música juntos debido a que ambos estaban interesados en la música electrónica. Su infancia en Tromsø y los paisajes naturales del norte de Noruega han sido a menudo mencionados como algunas de sus inspiraciones más importantes. El dúo se separó antes de conseguir éxito con su música, pero se volvió a reunir en 1998 en Bergen.
Bergen, una ciudad de aproximadamente 210 000 habitantes en 1990, había superado a Tromsø como la ciudad más importante en la escena de la música electrónica underground en Noruega. En esta ciudad Röyksopp trabajó con músicos como Frost, Those Norwegians, Drum Island y con el guitarrista y vocalista de Kings of Convenience, Erlend Øye, en la llamada Bergensbølgen (ola noruega). Durante ese tiempo, el dúo entabló una relación de amistad con Geir Jenssen. Bajo la tutela de Jenssen, el dúo fundó el grupo Aedena Cycle con Gaute Barlindhaug y Kolbjørn Lyslo. En 1994 Aedena Cycle grabó un EP llamado Traveler's Dreams. El EP fue publicado a través de la discográfica Apollo Records, propiedad de R&S Records. Tras el lanzamiento del EP, Jenssen intentó convencer a la banda para firmar un contrato con Apollo Records, aunque finalmente no lo conseguiría.
Tras formar parte de Aedena Cycle, Berge y Brundtland dejaron el grupo para formar su propia banda, Röyksopp, que significa en noruego pedo de lobo, una especie de hongo.
Su sencillo debut, «So Easy», fue publicado por la discográfica independiente Tellé y más tarde fue publicado en su primer álbum. Después de ser usado en un anuncio de la compañía T-Mobile en Reino Unido, «So Easy» se hizo muy popular en el mercado de ese país y más tarde fue editado de nuevo con el sencillo «Remind Me».

### Melody A.M.y primeros éxitos (2001–2004)
Tras dejar Tellé, la banda firmó un contrato con la discográfica británica Wall of Sound y publicó Melody A.M., con el que consiguieron la certificación de disco de platino en Noruega y que vendió un millón de copias en el mundo entero. El álbum alcanzó la primera posición en Noruega, y contiene los sencillos «Eple», «Poor Leno», y «Remind Me», que entraron en el Top 40 en Reino Unido. Un cuarto sencillo, «Sparks», también fue publicado. «Eple», que significa «manzana» en noruego, fue utilizado por Apple Inc. como la música de bienvenida del sistema operativo Panther.
La popularidad de la banda se vio incrementada por sus experimentales videoclips, muchos de los cuales tuvieron rotación en la MTV. El vídeo musical de «Remind Me», creado por la compañía francesa H5, ganó el premio MTV Europe Music Award al «mejor vídeo» en 2002. En ese mismo evento el dúo fue nominado en otras tres categorías: «mejor artista nórdico», «mejor nuevo artista» y «mejor artista dance». El dúo también interpretó la canción «Poor Leno» en el evento. Un año más tarde recibieron una nominación en la categoría «mejor grupo internacional» en los Brit Awards.
Durante este periodo, Röyksopp fue ganando poco a poco popularidad en los Estados Unidos. «Remind Me», una de las dos colaboraciones de Erlend Øye en Melody A.M., fue utilizada en un anuncio de la compañía de seguros de automóvil Geico.

### The Understanding(2005–2008)

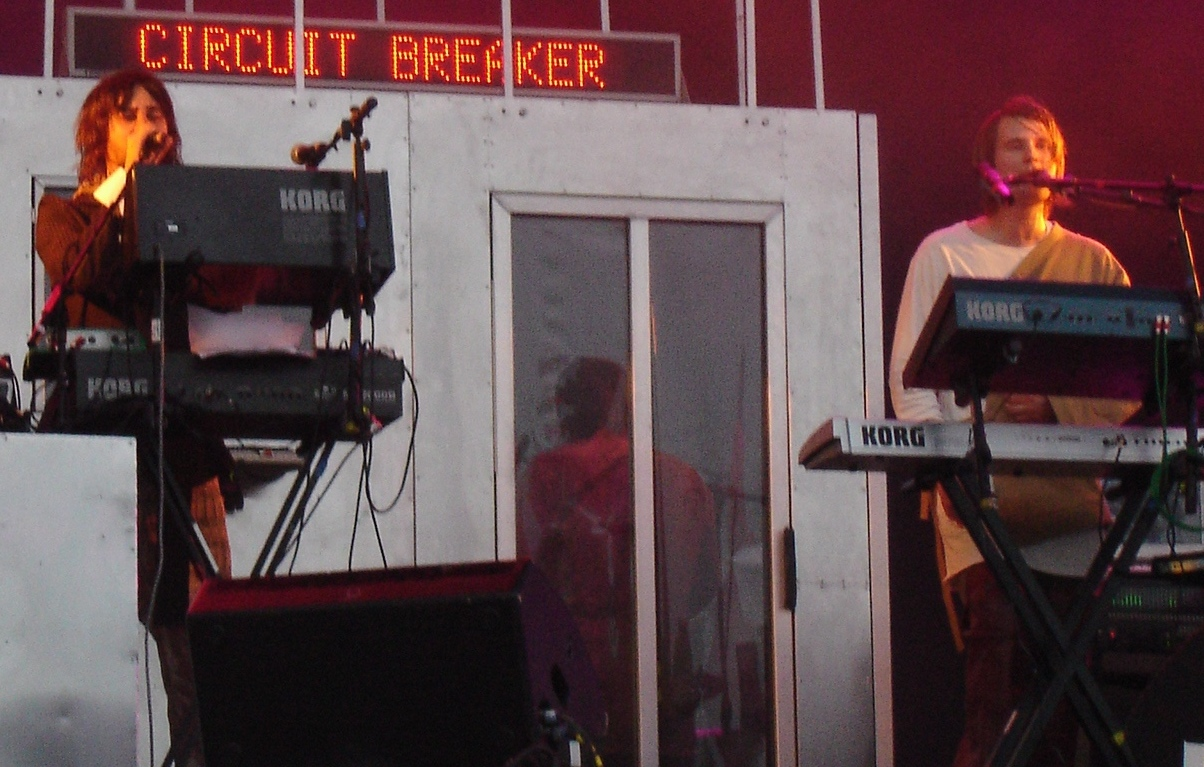
Röyksopp actuando en el festival de Glastonbury de 2005.

El segundo álbum de estudio de Röyksopp, The Understanding, fue publicado el 12 de julio de 2005, precedido por el sencillo «Only This Moment», el 27 de junio de 2005. El sencillo alcanzó el puesto 33 en Reino Unido. El vídeo de «Only This Moment» está basado en los sucesos acontecidos en mayo de 1968 en Francia. El segundo sencillo del álbum, «49 Percent», fue publicado el 26 de septiembre de 2005. Un tercer sencillo, «What Else Is There?», que incluye la voz de la cantante sueca Karin Dreijer Andersson de The Knife y Fever Ray, se convirtió en el más exitoso del álbum, alcanzando el puesto 32 en Reino Unido, y el 4 en Noruega. «Beautiful Day Without You» y «Curves» (que no fue incluida en el álbum), también fueron publicados como sencillos.
The Understanding alcanzó la primera posición en Noruega, y la decimotercera en el Reino Unido. Durante ese tiempo, la popularidad de Röyksopp se incrementó en los Estados Unidos. El álbum entró en varias listas del Billboard, alcanzó la segunda posición en el Top Electronic Albums y en Top Heatseekers respectivamente, y el treinta y dos en el Top Independent Albums.
Tras la publicación de The Understanding, algunos sencillos de Röyksopp aparecieron en varias películas. «What Else Is There?» fue incluida en Meet Bill y en los créditos de Cashback; y «Circuit Breaker» fue utilizada en la cinta de snowboard Picture This.
El 19 de junio de 2006, Röyksopp publicó un EP de nueve temas en directo llamado Röyksopp's Night Out. El disco contiene una versión de la canción «Go with the Flow», escrita por Queens of the Stone Age.
En marzo de 2007, Röyksopp recopiló sus versiones favoritas de otros artistas para ser publicadas en un álbum, titulado Back to Mine: Röyksopp, lanzado el 5 de marzo de 2007 en Estados Unidos y el 27 de abril en Europa. El disco incluye su propia canción, «Meatball», publicada bajo el pseudónimo «Emmanuel Splice». Svein Berge también contribuyó en una celebración en honor del famoso compositor noruego Edvard Grieg.
En el décimo aniversario de la formación de Röyksopp, 15 de diciembre de 2008, la banda publicó una nueva canción «Happy Birthday». La canción fue publicada para su descarga gratuita en web de la banda.

### JuniorySenior(2009–2012)

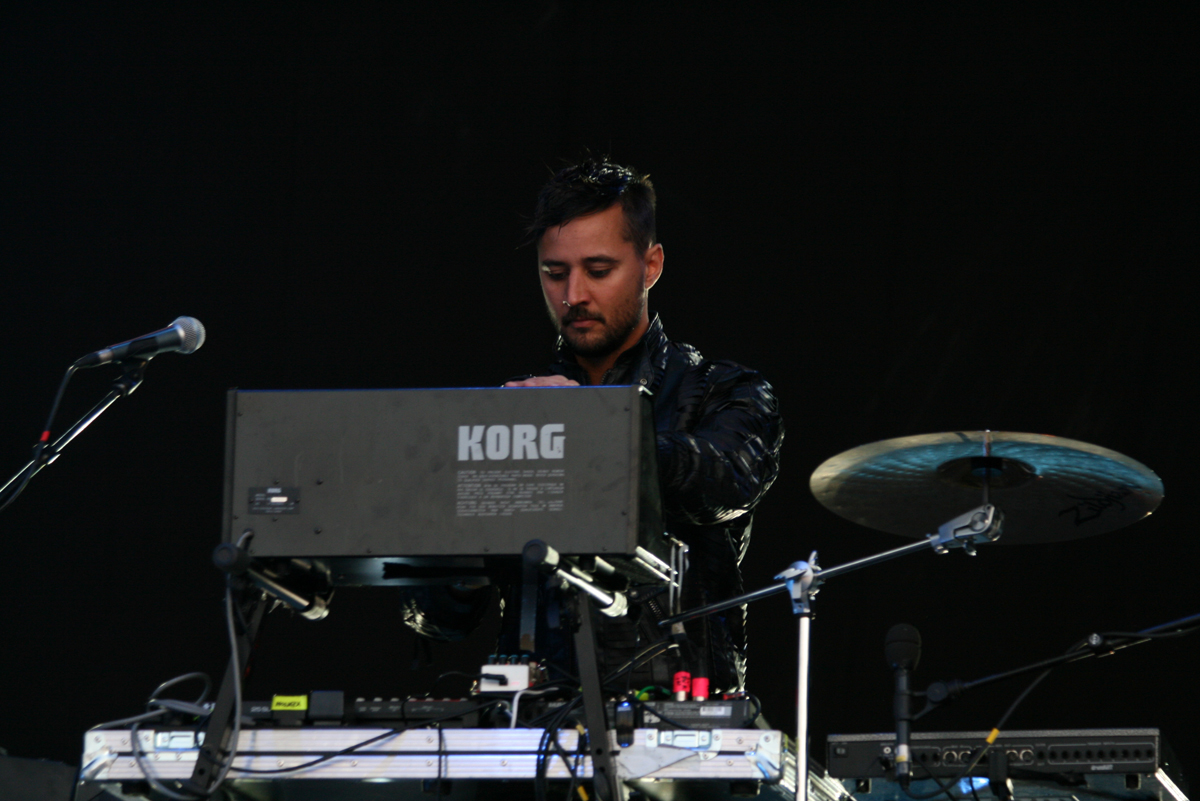
Svein Berge durante un concierto en Hungría, en 2009.

El 23 de marzo de 2009, el tercer álbum de Röyksopp, Junior, fue publicado, con la inclusión del sencillo «Happy Up Here». El sencillo fue publicado oficialmente el 16 de marzo de 2009. El videoclip de la canción fue realizado por Reuben Sutherland, y mostraba elementos del videojuego Space Invaders.
«The Girl and the Robot», el segundo sencillo de Junior, que incluye la colaboración de la cantante sueca Robyn, fue publicado el 15 de junio de 2009. Las versiones digital y en vinilo del sencillo incluyen remezclas de la canción realizadas por Kris Menace, Chateau Marmont y Spencer & Hill. En la 52.ª edición de los premios Grammy, la remezcla de Jean Elan de «The Girl And The Robot» fue nominada en la categoría de «mejor grabación remezclada, no clásica». «This Must Be It», el tercer sencillo, incluye la voz de la artista sueca Karin Dreijer Andersson. El sencillo también contiene remezclas de Thin White Duke, LehtMoJoe, Rex the Dog y Apparat, entre otros.
Junior tuvo mayor éxito que sus antecesores en Estados Unidos. El álbum alcanzó la primera posición en la lista noruega, el tercer disco de la banda en conseguirlo de manera consecutiva. También alcanzó el puesto 21 en Reino Unido y entró en varias listas del Billboard, incluyendo el Billboard 200, donde alcanzó el puesto 126. El álbum también alcanzó la cuarta posición en el Top Electronic Albums y la segunda en el Top Heatseekers.
Junior fue seguido por Senior, que es mucho más tranquilo, introspectivo y capaz de crear una atmósfera y un ambiente. El álbum incluye solamente temas instrumentales. El primer sencillo del álbum, «The Drug», fue publicado el 9 de agosto de 2010, antes del lanzamiento del disco que salió a la venta el 13 de septiembre de 2010, y al igual que los tres anteriores álbumes de la banda alcanzó la primera posición en Noruega.

### Do It AgainyThe Inevitable End(2013-actualidad)
En enero de 2013, Royksopp publicó el sencillo «Running to the Sea», una colaboración con la vocalista Susanne Sundfør. Según el dúo, la canción se compuso y grabó en dos días antes de su interpretación en la televisión. El sencillo salió a la venta el 16 de diciembre con la canción «Something In My Heart», cantada por Jamie McDermott como cara B. El dúo y Sundfør volvieron a reunirse para la grabación del tema de Depeche Mode «Ice Machine», incluido en el álbum Late Night Tales: Röyksopp, que compila sus temas favoritos de otros artistas.
En abril de 2014, Röyksopp anunció el lanzamiento de un EP en colaboración con Robyn titulado Do It Again, que coincidiría con el comienzo de su gira conjunta. Este trabajo fue publicado el 26 de mayo a través de las discográficas Don Triumph, Wall of Sound y Cooking Vinyl. Do It Again alcanzó la tercera posición de la lista noruega (la primera vez que el dúo no llegaba al primer puesto) y la decimocuarta del Billboard 200, lo que lo convirtió en el álbum de un artista noruego que más alto había llegado en dicha lista, un récord que antes pertenecía a Hunting High and Low de A-ha cuando llegó al decimoquinto puesto en 1985. Además, consiguió una nominación al Grammy como mejor álbum de dance/electrónica.
En noviembre de ese mismo año fue lanzado su quinto álbum de larga duración, The Inevitable End, que según el dúo será su último trabajo bajo este formato.
En el año 2022, el dúo ha lanzado diversos singles, colaborando con vocalistas como Karen Harding, Astrid S o Alison Goldfrapp. Además, vio la luz su sexto álbum de larga duración, Profound Mysteries, junto con la segunda y tercera parte del mismo.

## Estilo

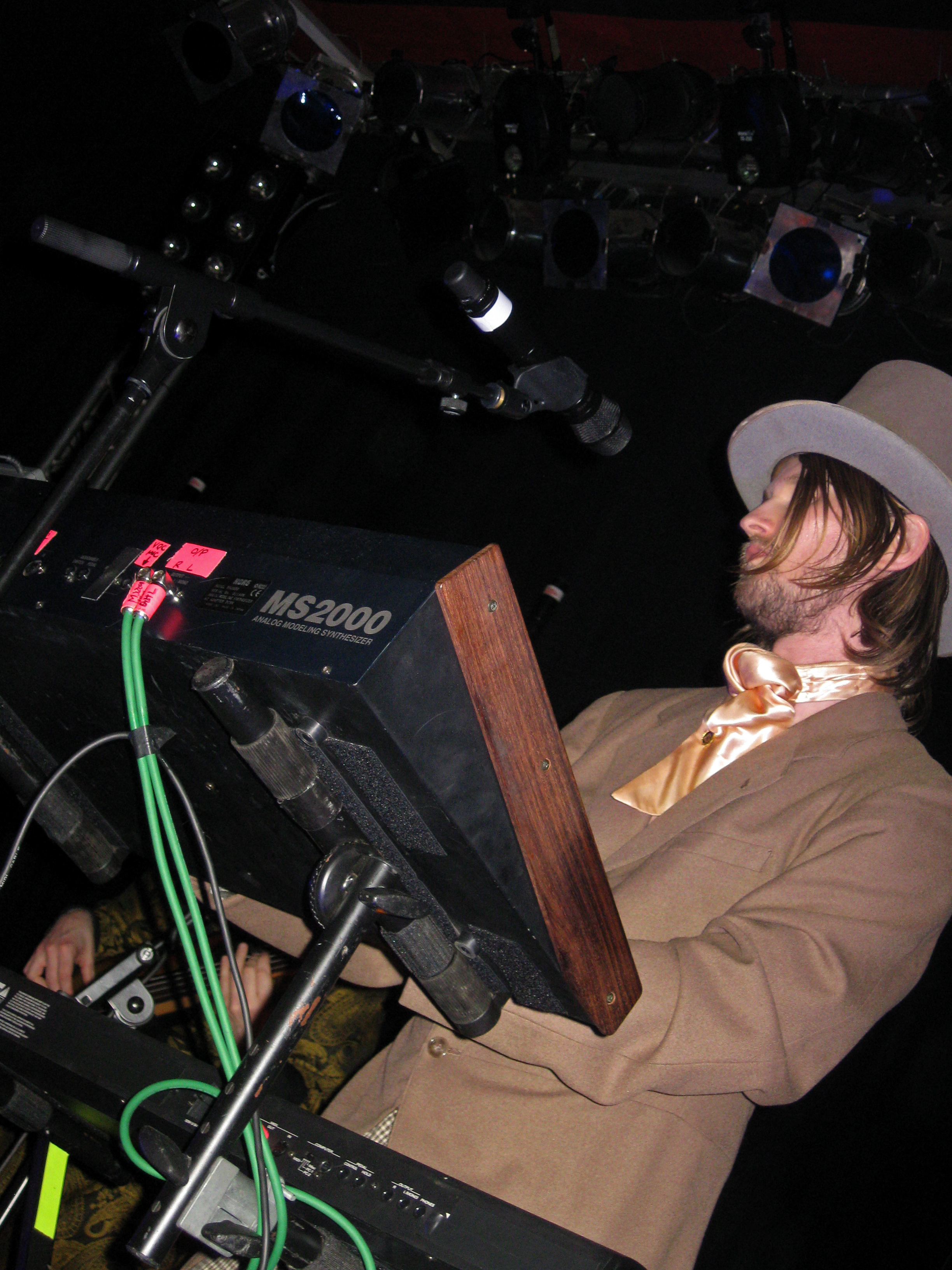
Brundtland con un sintetizador Korg MS-2000.

### Música
La música de Röyksopp se considera «cálida», una referencia al sonido de la banda que combina elementos de house, drum and bass, y afroamericanos.
Un elemento destacable del repertorio de Röyksopp es la colaboración de distintos vocalistas. Por ejemplo, Melody A.M. cuenta con las voces de Anneli Drecker y Erlend Øye, en The Understanding colaboran Kate Havnevik, Chelonis R Jones, y Karin Dreijer Andersson, y Junior contiene las voces de Robyn, Anneli Drecker, Karin Dreijer Andersson y Lykke Li.
Röyksopp suele utilizar sintetizadores clásicos, incluyendo el monofónico Korg MS-20, el polifónico Roland Juno-106 y varios componentes de Akai Sampler Series. La banda declaró que prefieren utilizar sintetizadores analógicos antes que digitales.
Además de escribir su propia música, el dúo suele remezclar canciones. Berge dijo: «Es obvio que es divertido remezclar temas de artistas como Coldplay; artistas de gran calibre». La banda también fue solicitada para versionar una canción de Britney Spears, pero tuvieron que rechazar la oferta debido a conflictos de programación.

### Influencias
Durante su adolescencia en el norte de Noruega, Svein Berge y Torbjørn Brundtland escuchaban música de artistas locales como Bel Canto y Biosphere. La banda también estaba interesada en la música de Kraftwerk, Brian Eno, Giorgio Moroder, Art of Noise, Vangelis, Erik Satie, y Francis Lai. A Svein Berge también le gusta la capacidad de programación de Datasette, quien realizó una remezcla de la canción «Happy Up Here».
Röyksopp a menudo incluyen referencias a los grupos que les han influido. Por ejemplo, «Röyksopp Forever» es un homenaje a los pioneros de la música electrónica de los 70, como Vangelis, Tangerine Dream e incluso Pink Floyd y King Crimson.

### Actuaciones en directo
En sus actuaciones en directo, el dúo suele aparecer con trajes excéntricos. Ari Stein, de Electronic Beats, dijo durante un concierto: «Röyksopp regresó con dos bises, en uno de ellos Berge tocó “Eple” con una cápsula espacial en la cabeza».

## Discografía
- Melody A.M. (2001)
- The Understanding (2005)
- Junior (2009)
- Senior (2010)
- The Inevitable End (2014)
- Profound Mysteries (2022)
- Profound Mysteries II (2022)

## Recepción y premios

### Recepción crítica
Además del éxito de ventas, Röyksopp han recibido generalmente críticas positivas por parte de la crítica especializada. La banda también ha sido nominada a prestigiosos premios, como el Spellemannprisen o el Grammy.
Las canciones «What Else Is There?» y «Eple» fueron elegidas entre las 500 mejores canciones de la década por Pitchfork Media, en los puestos 375 y 336 respectivamente. El 24 de noviembre de 2009, Melody A.M. fue nombrado el mejor álbum de la década por el diario VG en Noruega. The Understanding fue elegido el quinto en la misma lista. En el ranking de las 10 mejores canciones noruegas de la década por VG, «Eple» y «What Else Is There?» fueron elegidas la tercera y la sexta, respectivamente. En 2005, Melody A.M. fue incluido en el libro 1001 álbumes que hay que escuchar antes de morir.

### Premios y nominaciones
Grammy
| Año  | Trabajo nominado                           | Categoría                              | Resultado | Ref.   |
| ---- | ------------------------------------------ | -------------------------------------- | --------- | ------ |
| 2010 | «The Girl and The Robot» (Jean Elan remix) | Mejor grabación remezclada, no clásica | Nominado  | [ 41 ] |
| 2015 | Do It Again                                | Mejor álbum de dance/electrónica       | Nominado  | [ 52 ] |

Spellemann
| Año  | Trabajo nominado                  | Categoría                          | Resultado | Ref.   |
| ---- | --------------------------------- | ---------------------------------- | --------- | ------ |
| 2001 | Melody A.M.                       | Mejor álbum de música electrónica  | Ganador   | [ 61 ] |
| 2001 | Melody A.M.                       | Mejor nuevo artista                | Nominado  | [ 61 ] |
| 2001 | «Eple»                            | Mejor vídeo                        | Ganador   | [ 61 ] |
| 2001 | «Eple»                            | Mejor canción                      | Nominado  | [ 61 ] |
| 2002 | «Remind Me»                       | Mejor vídeo                        | Ganador   | [ 62 ] |
| 2002 | «Remind Me»                       | Mejor canción                      | Nominado  | [ 62 ] |
| 2002 | Röyksopp                          | Spellemann                         | Ganador   | [ 62 ] |
| 2005 | «What Else is There»              | Mejor vídeo                        | Nominado  | [ 63 ] |
| 2005 | The Understanding                 | Mejor álbum pop                    | Ganador   | [ 63 ] |
| 2009 | Junior                            | Mejor álbum de música electrónica  | Ganador   | [ 64 ] |
| 2009 | Svein Berge / Torbjørn Brundtland | Mejores compositores de música pop | Ganador   | [ 64 ] |
| 2009 | «The Girl and The Robot»          | Mejor vídeo                        | Nominado  | [ 64 ] |
| 2009 | «The Girl and The Robot»          | Mejor canción                      | Nominado  | [ 64 ] |
| 2010 | «The Drug»                        | Mejor vídeo                        | Nominado  | [ 65 ] |
| 2010 | Röyksopp                          | Innovación                         | Nominado  | [ 65 ] |
| 2013 | «Running to the Sea»              | Mejor canción                      | Nominado  | [ 66 ] |
| 2014 | Do It Again                       | Mejor álbum pop                    | Nominado  | [ 67 ] |
| 2014 | The Inevitable End                | Mejor álbum pop                    | Nominado  | [ 67 ] |
| 2014 | The Inevitable End                | Composición del año                | Nominado  | [ 67 ] |
| 2014 | Do It Again                       | Composición del año                | Nominado  | [ 67 ] |
| 2015 | «Skulls»                          | Mejor vídeo                        | Nominado  | [ 68 ] |

MTV Europe Music Awards
| Año  | Trabajo nominado | Categoría             | Resultado | Ref.   |
| ---- | ---------------- | --------------------- | --------- | ------ |
| 2002 | Röyksopp         | Mejor artista dance   | Nominado  | [ 19 ] |
| 2002 | Röyksopp         | Mejor nuevo artista   | Nominado  | [ 19 ] |
| 2002 | Röyksopp         | Mejor artista nórdico | Nominado  | [ 19 ] |
| 2002 | «Remind Me»      | Mejor vídeo           | Ganador   | [ 19 ] |
| 2005 | Röyksopp         | Mejor artista noruego | Nominado  | [ 69 ] |
| 2009 | Röyksopp         | Mejor artista noruego | Nominado  | [ 70 ] |

Brit
| Año  | Trabajo nominado | Categoría                 | Resultado | Ref.   |
| ---- | ---------------- | ------------------------- | --------- | ------ |
| 2003 | Röyksopp         | Mejor banda internacional | Nominado  | [ 71 ] |

Grammis
| Año  | Trabajo nominado | Categoría   | Resultado | Ref.   |
| ---- | ---------------- | ----------- | --------- | ------ |
| 2015 | «Monument»       | Mejor vídeo | Ganador   | [ 72 ] |
| 2015 | «Sayit»          | Mejor vídeo | Nominado  | [ 73 ] |

Alarm
| Año  | Trabajo nominado     | Categoría                | Resultado | Ref.   |
| ---- | -------------------- | ------------------------ | --------- | ------ |
| 2002 | Melody A.M.          | Mejor álbum pop          | Ganador   | [ 74 ] |
| 2002 | Melody A.M.          | Mejor álbum house/techno | Ganador   | [ 74 ] |
| 2002 | «Eple»               | Mejor canción            | Ganador   | [ 74 ] |
| 2006 | The Understanding    | Mejor álbum dance        | Ganador   | [ 74 ] |
| 2006 | «What Else Is There» | Mejor canción            | Nominado  | [ 75 ] |